# Jan II van Vliet
Jan II van Vliet, ook wel "Jan van Woerden, heer van Ter Vliet" genoemd (±1390 - 's-Gravenhage, 3 augustus 1424) heer van ter Vliet, Woerden, Polsbroek, Heerarendsberg, Marken, Waardebroek, baljuw van Amstelland en Waterland, rentmeester van Schoonhoven, hof-raadslid van Holland. 
Hij is hoofdverdachte voor de moord op hertog Jan van Beieren, graaf van Holland, door middel van vergif te smeren op de bladzijdes van het gebeds- of getijdenboek van de hertog.

## Levensloop
Hij was een zoon van Gerrit (IV) van Vliet en Machteld van der Merwe. Hij wordt in 1404 genoemd als opvolger van zijn vader op de leengoederen ter Vliet en Woerden. Hij trouwde met Beatrix van Beieren, een (bastaard)-dochter van Willem VI van Holland, op 19 oktober 1411 te Schoonhoven. Hij kocht het eiland Marken in 1414.
Hij zou voor 1416 raadslid van Willem VI van Holland zijn geweest en mogelijk daarna trouw hebben gezworen aan Jacoba van Beieren. Na de opnieuw opgelopen Hoekse en Kabeljauwse twisten in 1420 zou Van Vliet mogelijk in een moeilijke positie zijn gekomen, omdat hij kamerling-raadslid bleef onder Jan van Beieren. Het verhaal gaat dat Jan in het voorjaar van 1424 naar Schoonhoven werd gevraagd te komen, daar kreeg hij een brief overhandigd afkomstig van Margaretha van Beieren, moeder van Jacoba, met de vraag de Hertog Jan van Beieren te vergiftigen. Daarbij zat een pakketje met chemische middelen die Van Vliet kon gebruiken voor zijn daad. Jan van Vliet kon nog in dienst als kamerling dicht in de buurt van Jan van Beieren komen en met behulp van wat vrienden kon hij pagina's van het gebeds-boek van de hertog insmeren met het chemisch goedje. Jan van Beieren werd langzaam ziek, maar wist Jan van Vliet op te pakken en deze bekende ook na enkele weken. Hij vertelde dat hij het gif van een onbekende "Engelse koopman" had gehad en dat er geen medeplichtige mensen bij de uitvoering van zijn daad aanwezig waren. Van Vliet werd gevierendeeld op het Binnenhof van Den Haag op 3 augustus 1424 en zijn lichaamsdelen werden naar de vier uithoeken van het graafschap Holland gestuurd als waarschuwing. Jan van Beieren had een lang ziekte bed voordat hij op 6 januari 1425 overleed, enkele jaren later verkondigde het hof van Holland dat de daders nooit gepakt waren.